# خرچنگ ماه (سرده)
خرچنگ ماه (سرده) (نام علمی: Matuta) نام یک سرده از تیره خرچنگ‌های ماه است.